# Gonneville-sur-Honfleur
Gonneville-sur-Honfleur è un comune francese di 802 abitanti situato nel dipartimento del Calvados nella regione della Normandia.

## Società

### Evoluzione demografica
Abitanti censiti